# Bunny Lake a disparu
Pour plus de détails, voir Fiche technique et Distribution.
Bunny Lake a disparu (Bunny Lake Is Missing) est un thriller psychologique britannique d'Otto Preminger sorti en 1965. Il a été tourné à Londres. On y voit le groupe The Zombies qui joue son propre rôle.

## Synopsis
Une jeune Américaine, Ann Lake, vient d'emménager à Londres avec sa fille Felicia Lake, surnommée Bunny. Son frère, Steven Lake, qui réside à Londres, l'aide à s'installer. Lorsqu'elle vient chercher sa fille à l'école, Ann Lake ne retrouve pas Bunny. Steven la rejoint pour l'aider. Ils recherchent l'enfant dans tous les recoins de l'école, en vain.
La police est rapidement prévenue, et l'enquête commence sous la direction du superintendant Newhouse. Celui-ci, voyant les recherches ne pas aboutir, remet en cause l'existence même de Bunny Lake. Il s'intéresse alors au lien particulier entre Ann Lake et son frère, en les interrogeant notamment sur leur enfance. Il découvre qu'Ann, petite, avait eu une amie imaginaire : une petite fille dénommée Bunny.
Lorsqu'Ann retrouve par hasard un objet prouvant l'existence de la petite fille, tout bascule... La présence d'esprit d'Ann et l'opiniâtreté de Newhouse permettront de résoudre l'énigme de la disparition de Bunny Lake.

## Fiche technique
- Titre : Bunny Lake a disparu
- Titre original : Bunny Lake is missing
- Réalisation : Otto Preminger
- Scénario : John Mortimer et Penelope Mortimer, d'après le roman d'Evelyn Piper
- Photographie : Denys Coop
- Musique : Paul Glass
- Montage : Peter Thornton
- Décors : Elven Webb et Scott Slimon
- Son : Claude Hitchcock et Red Law
- Producteur : Otto Preminger

Producteur associé : Martin C. Shute
- Société de production : Wheel Productions
- Société de distribution : Columbia Pictures
- Pays d'origine :  Royaume-Uni
- Genre : Thriller psychologique
- Format : Noir et blanc, Panavision - 35 mm - 2,35:1 - Son : Mono  (Westrex Recording System)
- Durée : 107 minutes
- Dates de sortie : 
  - États-Unis : 3 octobre 1965
  - France : 30 décembre 1969
- Interdit aux moins de 13 ans lors de sa sortie en salles.

## Distribution
- Laurence Olivier (VF : Paul-Émile Deiber) : superintendant Newhouse
- Carol Lynley (VF : Arlette Thomas) : Ann Lake
- Keir Dullea (VF : Philippe Mareuil) : Steven Lake
- Martita Hunt : Ada Ford
- Anna Massey : Elvira Smollett
- Clive Revill (VF : Roger Rudel) : sergent Andrews
- Lucie Mannheim : la cuisinière
- Finlay Currie : le créateur de poupées
- The Zombies : eux-mêmes
- Noël Coward (VF : André Valmy) : Horatio Wilson
- Adrienne Corri : Dorothy
- Megs Jenkins : sœur à l'hôpital
- Delphi Lawrence : première mère à l'école
- Jill Melford : professeur
- Suzanne Neve : seconde mère à l'école
- Damaris Nayman : Daphne Musgrave
- Jane Evers : policière
- Lisa Peake
- Kika Markham : infirmière
- Ann Lancaster : assistante de l'épicier
- Suki Appleby : Felicia "Bunny" Lake
- Richard Wattis : réceptionniste
- David Oxley : docteur
- Victor Maddern : chauffeur de taxi
- Percy Herbert : policier
- Fred Emney : homme à Soho
- John Sharp : homme aux empreintes
- Geoffrey Frederick : photographe de la police
- Norman Mitchell : déménageur
- Dan Jackson : déménageur
- Tim Brinton : reporter
- Bill Maxam : barman
- Michael Wynne : Rogers
- Patrick Jordan : policier
- John Forbes-Robertson : docteur à l'hôpital

## À propos du film

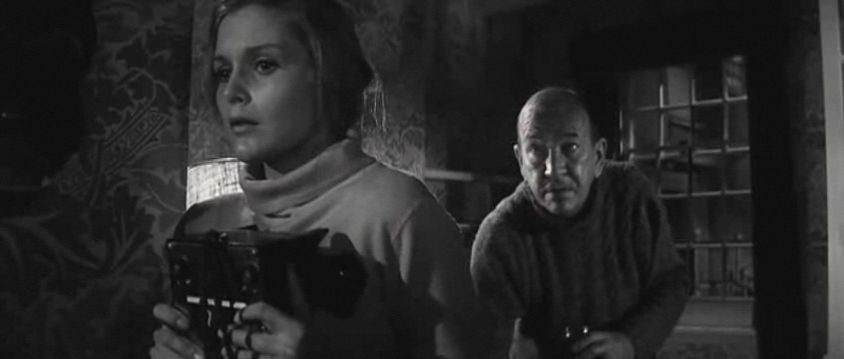
Carol Lynley et Noël Coward dans une scène du film.

« L'originalité profonde de ce film réside dans son style, cette fluidité constante que Preminger maintient de bout en bout. Une tension progressive n'est pas le but recherché. La mise en scène ne se resserre pas peu à peu sur des personnages et des situations de plus en plus tendus [...]. Il respecte constamment une réalité qui, sous nos yeux, se métamorphose et qu'il enregistre simplement. Ces longs plans filés, cette sérénité de la mise en scène opposent encore aux scènes convulsives de la fin, un regard apaisé, une attention scrupuleuse, à la limite antidramatique. »

— Frédéric Vitoux

« Malgré un climat propre du cinéma fantastique traditionnel (une clinique de poupées, des enfants qui disparaissent, des cauchemars, la nuit au quartier de Soho), c'est surtout la rigueur mathématique du scénario et de son impeccable logique qui séduit l'intelligence du spectateur : pas une contradiction, pas un détail en plus ou en moins, pas une faille dans l'exposé. Bien sûr le spectateur est trompé mais pas par le réalisateur ! [...] Une fois de plus, au-delà d'une trame dramatique passionnante, Preminger raconte la lutte de l'esprit humain contre le monde qui l'entoure et les pressions morales qui le conditionnent. »

— René Prédal

« La psychopathologie fournit aux thrillers une mine inépuisable de situations rocambolesques à l'aide desquelles, pourvu que l'on ait du métier, on peut bâtir un film honnête. [...] D'un genre sans doute secondaire, mais d'une mise en scène impeccable, sans longueurs inutiles comme sans effets d'ordre viscéral (tels que la "musique" ou les "éclairages" dont souffrent les films d'épouvante). »

« Œuvre très intrigante, Bunny Lake marque le retour de Preminger au film noir treize ans après le remarquable Un si doux visage. À nouveau le réalisateur excelle à créer une atmosphère — ici plus angoissante que désespérée — grâce notamment à un judicieux emploi du noir et blanc.[...] À noter la remarquable interprétation de Laurence Olivier en inspecteur quotidien et abrupt. »

— Guy Bellinger

## Inspirations
La disparition mystérieuse d'un personnage que personne ne semble avoir vu et dont l'existence même finit par sembler douteuse constitue la clef du scénario d'Une femme disparaît (The Lady Vanishes, 1938) d'Alfred Hitchcock, bien que ce film soit un huis clos, contrairement à celui de Preminger.
L'argument du film (la disparition d'une petite fille dont l'existence même est remise en cause et l'obstination de sa mère à la chercher) a été repris dans Flight Plan de Robert Schwentke en 2005, avec Jodie Foster. À la différence du film de Preminger, mais comme celui de Hitchcock, ce film est un huis-clos.